# Marikita Tambourin
Pour les articles homonymes, voir Tambourin.
Marikita Tambourin, connu aussi sous son pseudonyme Mari Ameztoi, né à Saint-Étienne-de-Baïgorry en 1946, est une écrivaine de langue basque.

## Biographie
Marie-Kita Tambourin, dite Marikita, est née à Saint-Étienne-de-Baïgorry le 26 avril 1946. En 1970, elle est l'une des premières enseignantes du réseau Seaska à l'ikastola de Saint-Jean-de-Luz. Elle poursuit sa carrière dans l'enseignement public bilingue de 1987 à 2007.
Marikita écrit des romans et de la poésie, mais également des essais, notamment anthropologie sur les Cagots (Agoten in memoriam, Maiatz, 2016) ou sur le féminisme (Deux essais aux noms des femmes, Maiatz, 2016).

## Œuvre

### Nouvelles[4]
- Emakumeak mintzo (1983, collectif; Aizan! Elkar)
- Emakumeak idazle (1984, Mari Ameztoi, 32-35 orriak), Egilea, Itxaro Borda; Txertoa
- Baigorriko etxeen izen eta izanaz (1990, Historia eta Gizarte Zientzien Urtekaria. UEU Historia Saila)
- Le gâteau à la broche, (1990, Anuario de Eusko Folklore 36)[5]
- Kania, uharte galduko ipuina (2005, Maiatz)
- Abu ala Ali (2006, Maiatz)
- Singapurreko gutunak (2008, Maiatz)
- Iraun (2009, Maiatz)

### Essais
- Euskal deituren kronikak (2000, Gatuzain)
- Bi saiakera emazteen izenean (2014, Maiatz)
- Deux essais aux noms des femmes (2014, Maiatz)
- Agoten in memoriam (2016, Maiatz)
- Ecrire pour vivre (2021, Zortziko)[6]
- Bizirik iraun (2022, Maiatz)[7]
- Solas gordeak (2025, Maiatz)[8]